# La Chapelle-Bâton (Deux-Sèvres)
Chapelle-Bâton – miejscowość i gmina we Francji, w regionie Nowa Akwitania, w departamencie Deux-Sèvres.
Według danych na rok 1990 gminę zamieszkiwało 365 osób, a gęstość zaludnienia wynosiła 22 osób/km² (wśród 1467 gmin regionu Poitou-Charentes Chapelle-Bâton plasuje się na 658. miejscu pod względem liczby ludności, natomiast pod względem powierzchni na miejscu 512.).